# Klyvibergen
Klyvibergen är en klippa i Finland.   Den ligger i kommunen Lovisa i den ekonomiska regionen  Lovisa  och landskapet Nyland, i den södra delen av landet, 80 km öster om huvudstaden Helsingfors.
Terrängen runt Klyvibergen är mycket platt.  Det finns inga samhällen i närheten. 